# 플로리다반도

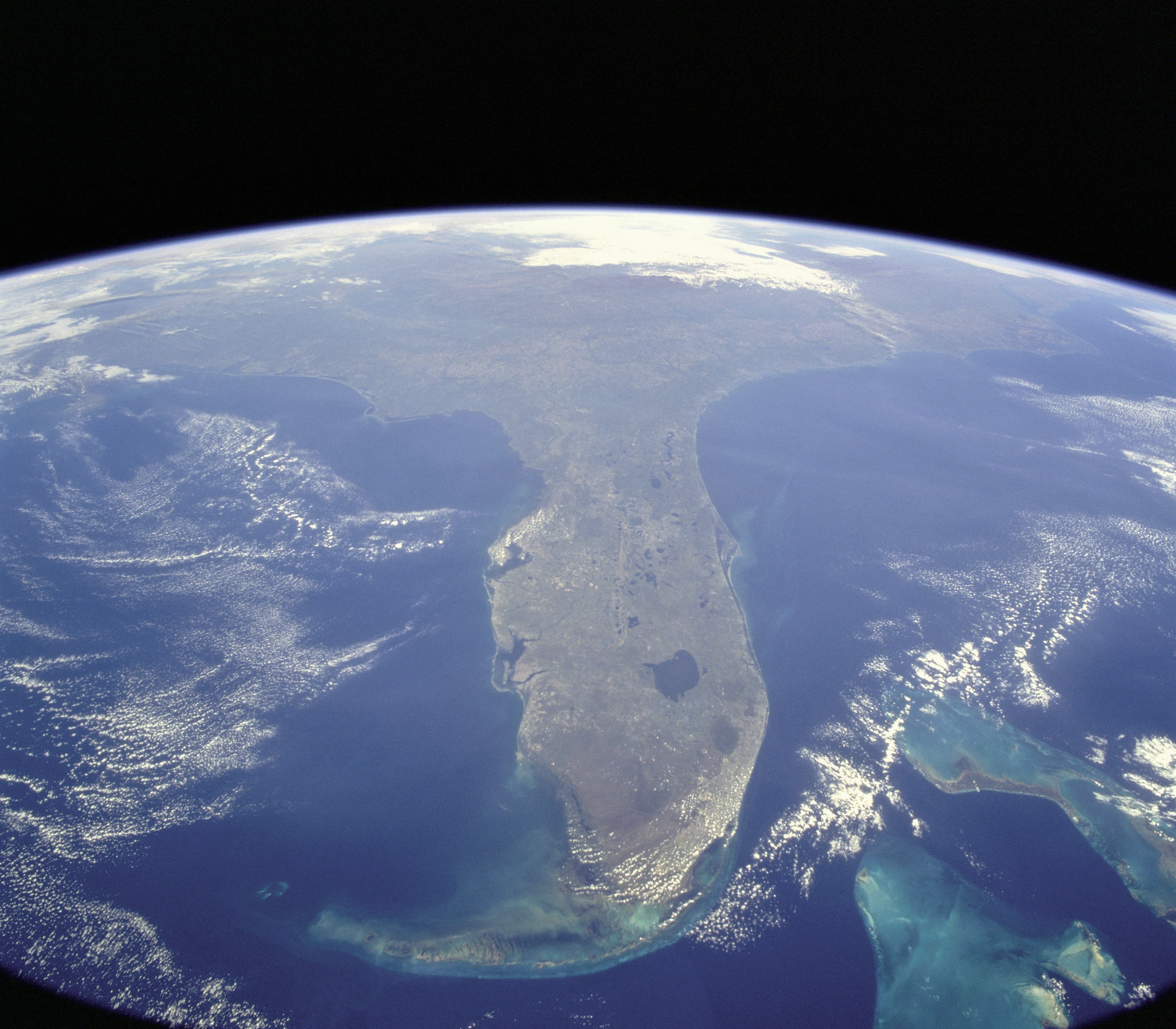
위성 사진

플로리다반도(Florida Peninsula)는 북아메리카 남동부의 반도이다. 미국 플로리다주의 대부분을 차지한다. 서쪽은 멕시코만, 동쪽은 대서양과 접한다. 남쪽으로는 플로리다 해협을 끼고 쿠바섬과 마주하고 있다. 석회암으로 형성된 평균 고도 50∼60 m의 대지(臺地)로서, 소택지와 아열대 식물이 무성한 정글로 뒤덮인 불모(不毛)의 황무지가 대부분을 차지하지만, 아열대성 기후로 겨울에도 따뜻하여 관광지로서 알려져 있다.